# Ischnura thelmae
Ischnura thelmae är en trollsländeart som beskrevs av Maurits Anne Lieftinck 1966. Ischnura thelmae ingår i släktet Ischnura och familjen dammflicksländor. Inga underarter finns listade i Catalogue of Life.